# Eparchia di Mardin dei Siri

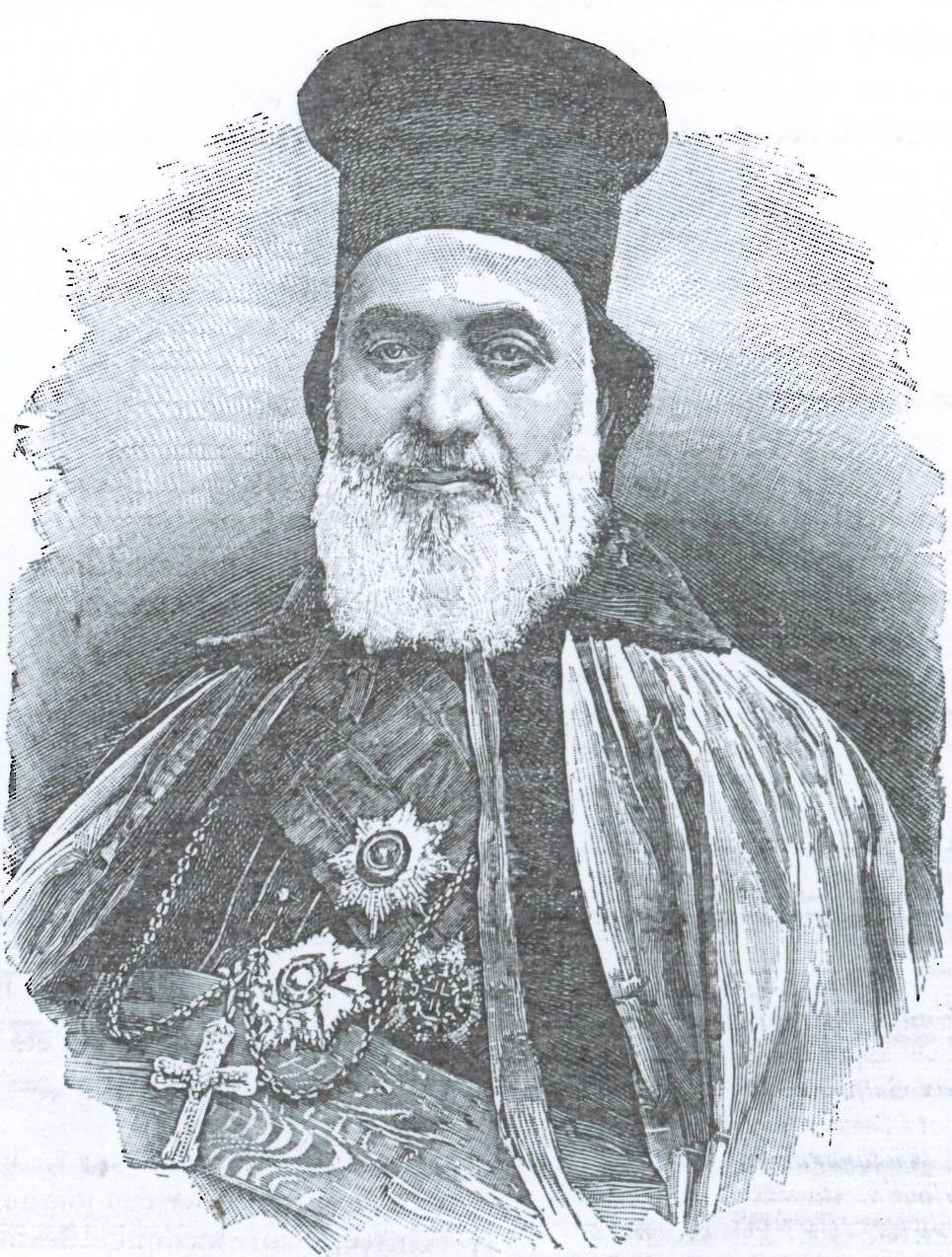
Il patriarca Ignace Behnam II Benni

L'eparchia di Mardin dei Siri (in latino: Eparchia Mardinensis Syrorum) è una sede soppressa della Chiesa cattolica sira e sede titolare della Chiesa cattolica.

## Storia
L'eparchia di Mardin iniziò ad avere vescovi uniti con Roma nel 1783, quando il patriarca Ignace Michel III Jarweh vi pose la sua sede. Ben presto però, a causa dell'opposizione dei giacobiti, Jarweh dovette trasferire la sua sede a Charfé, in Libano.
La comunità siro-cattolica di Mardin crebbe come numero soprattutto nel secondo e terzo decennio del XIX secolo, con la conversione al cattolicesimo di diverse famiglie siro-ortodosse, al seguito del vescovo Antun Samheri, che nel 1853 fu eletto patriarca della Chiesa cattolica sira e che trasferì a Mardin la sua sede.
Proprio con Ignace Antoine I la città, ad eccezione di una breve parentesi, divenne sede del patriarca dei cattolici siri, fino al 1910, quando il patriarca Ignazio Efrem II Rahmani trasferì la sua sede a Beirut.
Con decreto della Congregazione di Propaganda Fide del 1º maggio 1888 l'eparchia di Amida fu unita a quella di Mardin.
Nel 1898 la sede di Mardin contava 4.000 fedeli, 23 preti e 8 chiese; mentre a Diarbekir c'erano 500 fedeli, 4 preti ed una sola parrocchia.
La sede fu soppressa agli inizi del XX secolo per la scomparsa nella regione di fedeli cattolici siri, in seguito alle persecuzioni perpetrate dai turchi durante la prima guerra mondiale.
Dal 1972 Mardin dei Siri è annoverata tra le sedi vescovili titolari della Chiesa cattolica; dal 16 settembre 2000 l'arcivescovo, titolo personale, titolare è Denys Raboula Antoine Beylouni, già vescovo di curia del patriarcato di Antiochia dei Siri.

## Cronotassi

### Vescovi
- Antun Samheri † (circa 1826 - 14 marzo 1864 deceduto)[1]
- Ignazio Filippo I Arkousse † (6 agosto 1866 - 7 marzo 1874 deceduto)
- Ignazio Giorgio V Chelhot † (1888 ? - 8 dicembre 1892 deceduto)
- Ignazio Behnam II Benni † (12 ottobre 1893 - 13 settembre 1897 deceduto)
- Ignazio Efrem II Rahmani † (9 ottobre 1898 - 7 maggio 1929 deceduto)[2]

### Vescovi titolari
- Denys Raboula Antoine Beylouni (12 luglio 1983 - 1º giugno 1991 nominato arcivescovo di Aleppo dei Siri)
- Gregorios Elias Tabé † (25 maggio 1996 - 8 maggio 1999 nominato arcivescovo coadiutore di  Damasco dei Siri)
- Denys Raboula Antoine Beylouni, dal 16 settembre 2000 (per la seconda volta)